# Natuurmonumenten
 (octobre 2021).
Si vous disposez d'ouvrages ou d'articles de référence ou si vous connaissez des sites web de qualité traitant du thème abordé ici, merci de compléter l'article en donnant les références utiles à sa vérifiabilité et en les liant à la section « Notes et références ».
Les Natuurmonumenten, en forme longue la Vereniging tot Behoud van Natuurmonumenten in Nederland, société pour la préservation de la nature aux Pays-Bas, est un organisme de conservation néerlandais, fondé en 1905 pour gérer le patrimoine naturel.
Le siège est à 's-Graveland. En 2010, l'association gère 355 sites sous gestion, avec une superficie totale de 102 951 hectares (ce qui représente par exemple 27 % de la province Hollande-Méridionale). La plus grande réserve naturelle est Le Wieden (5 847 hectares), le plus petit est le Fort Ellewoutsdijk (1 ha).
L'association a 2 250 volontaires et compte 879 000 membres.